# マハマドゥ・ケレ
マハマドゥ・ケレ（Mahamoudou Kéré、1982年1月2日 - ）は、ブルキナファソ・ワガドゥグー出身の元同国代表サッカー選手。現役時代のポジションはDF。

## 所属クラブ
- サントスFC(en) 1997-1998
- シャルルロワSC 1999-2010
- コンヤスポル 2010-2012
- サムスンスポル 2012-2013
- RWDMブリュッセルFC 2013-2014
- RAECモンス 2014-2015